# Woman and Wife
Woman and Wife è un film muto del 1918 diretto da Edward José che ha come interpreti principali Alice Brady ed Elliott Dexter. La sceneggiatura si basa su Jane Eyre, il celebre romanzo di Charlotte Brontë pubblicato a Londra nel 1847.

## Trama

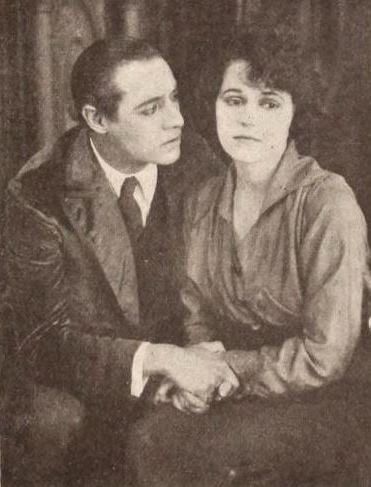
Elliott Dexter e Alice Brady

Jane Eyre, dopo aver passato l'infanzia in collegio, trova lavoro come istitutrice in casa del ricco Edward Rochester, un ricco vedovo. I due si innamorano e progettano il matrimonio. Un giorno, però, giunge Raoul Daquin, il cognato di Rochester, accompagnato da una misteriosa donna velata. Rochester riconosce in lei Valerie, la moglie che lui credeva morta. La donna, pazza senza possibilità di guarigione, viene chiusa dal marito in una torre mentre lui cerca di annullare il matrimonio con Jane. Dopo aver scoperto che adesso è libero di risposarsi, Rochester procede con la cerimonia di nozze che però viene interrotta dall'irruzione di Valerie, in pieno delirio. Jane, tristemente, si accinge a lasciare la casa per sempre. Ma Valerie, ancora in preda alla follia, si inoltra nel bosco, finendo per annegare in un lago. Ora Jane e Rochester sono liberi di sposarsi.

## Produzione
Il film, a cui venne dato originariamente il titolo The Lifted Cross, fu prodotto dalla Select Pictures Corporation.

## Distribuzione
Il copyright del film, richiesto dalla Select Pictures Corp., fu registrato il 7 gennaio 1918 con il numero LP11931.
Distribuito dalla Select Pictures Corporation, il film uscì nelle sale cinematografiche statunitensi nel gennaio 1918.